# ویلینگلی (گافو آلیف آتول)
ویلینگلی (به لاتین: Villingili) یک منطقهٔ مسکونی در مالدیو است. ویلینگلی ۴٬۷۹۵ نفر جمعیت دارد.